# ViaBTC
ViaBTC 是一家多元化的加密货币矿池，提供不同加密货币的挖矿服务，包括比特币、比特币现金、莱特币、Dash 以及 ETC 等。
该矿池由杨海坡于 2016 年创办，并担任首席执行官。截至 2025 年 1 月，根据 mempool 数据显示，ViaBTC 是全球算力排名前三的 BTC 矿池，全球算力排名第一的 LTC 矿池。
除挖矿服务外，ViaBTC 还提供了比特币交易加速器服务，矿池可以优先处理用户提交的比特币交易，该服务是免费的，但每小时最多处理 20 笔。

## 历史
- ViaBTC 成立于 2016 年 5 月，其 CEO 杨海坡曾就职于腾讯 TEG、富途证券等，在分布式、高并发网络服务器的开发方面拥有丰富的经验[6]，出于对比特币文化的认可，于 2016 年开始了比特币创业。[7]
- 2016 年 6 月，ViaBTC 上线了 BTC 矿池，8 月，上线了 PPS+ 模式，成为第一个将交易费也跟矿工分成的矿池，凭借着有竞争力的分成模式，ViaBTC 迅速吸引了大批矿工，在 9 月份一度跃居 Top2，随后主流矿池开始采用类似的 PPS+ 分配模式。[8][9]
- 2017 年，在比特币扩容争议期间，ViaBTC 支持比特币现金（BCH）的创建，成为最早支持 BCH 挖矿的矿池之一。8 月 1 日，ViaBTC 开采了第一个比特币现金区块（区块高度 478559），意味着比特币现金的正式诞生。[10]杨海坡在后续采访中表示，作为一家公司，ViaBTC 对 BCH 始终持中立态度，挖矿与否取决于矿工自己的选择，他们可以选择开采 BTC 或 BCH，作为一家矿池，公司必须为有需求的矿工提供相应的挖矿服务。[11]
- 2017 年 10 月，ViaBTC 注册用户达到 10 万。
- 2018 年 1 月，ViaBTC 升级了比特币交易加速服务，至今仍是少数几家仍在提供免费比特币交易加速服务的公司之一。
- 2021 年 3 月，ViaBTC 在 GitHub 上开源了比特币矿池代码，成为头部矿池中少有的开源平台。该版本矿池代码包括挖矿服务、协议实现、对联合挖矿模块（如 NMC、SYS、EMC、ELA、RSK 和 VCASH）的支持，以及对加速区块传播和减少孤块或无效区块的优化。[12]
- 2022 年 5 月，ViaBTC 用户突破 100 万。
- 2022 年 12 月，ViaBTC 的 LTC/DOGE 合并矿池连续 12 个月保持全球最高算力。
- 2024 年 4 月 19 日，ViaBTC 挖出了区块高度 840,000 的比特币区块，这不仅标志着比特币第四次减半的到来，还包含被 Ordinals 视为“史诗级聪”的区块，即每次减半时期的第一个 Satoshi（比特币的最小单位）。[13]4 月 25 日，ViaBTC 以 33.3 BTC (约 213 万美元) 的价格通过拍卖的形式出售了其中包含的“史诗”聪。[14]
- 2025 年 3 月，比特币头部矿池 Foundry USA (246 EH/s)、Antpool (173 EH/s) 和 ViaBTC (111 EH/s) 共同占据全球网络算力的65%以上，他们庞大的基础设施吸引了优先追求稳定收益的矿工，形成一种显著的反馈循环，即大矿池不断扩张，而小型竞争者面临越来越大的压力。[15]
- 2025 年 4 月，ViaBTC 宣布通过了 SOC 2 Type I 认证。[16]

## 生态
ViaBTC 一直致力于构建一个集产品、工具和投资于一体的全方位区块链生态系统。除了 ViaBTC 矿池之外，该集团目前还拥有其他五个关键业务，包括 ViaBTC Capital、CoinEx 交易所、CoinEx Wallet、CoinEx Smart Chain (CSC) 和 CoinEx Explorer，这使其成为业内最成熟的区块链公司之一。ViaBTC 依托其强大的生态，简化了从挖矿到交易到流通的繁琐流程。矿工从 ViaBTC 矿池提币至 CoinEx 交易所无需支付任何手续费，提币实时到账。凭借这些优势，ViaBTC矿池在激烈的竞争中脱颖而出，成为最受矿工欢迎的矿池之一。